# 얼다오장구

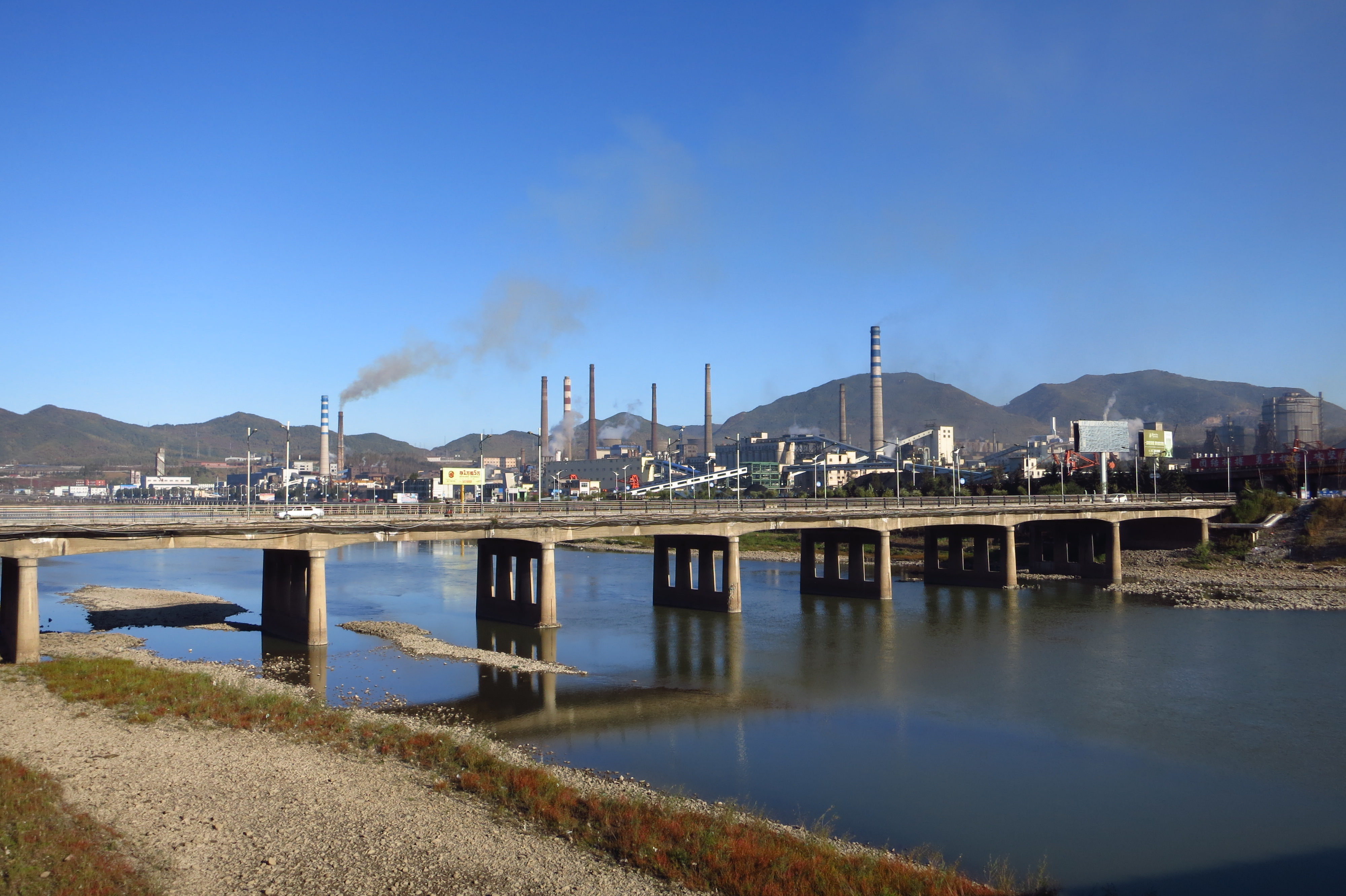

얼다오장구(한국어: 이도강구, 중국어: 二道江区, 병음: Èrdàojiāng Qū)는 중화인민공화국 지린성 퉁화시의 행정구역이다. 넓이는 378km2이고, 인구는 2007년 기준으로 130,000명이다.

## 행정 구역
2개 가도, 3개 진, 1개 향을 관할한다.
- 가도: 东通化街道, 桃园街道.
- 진: 五道江镇, 铁厂镇, 鸭园镇.
- 향: 二道江乡.